# Acadèmia Hondurenya de la Llengua
L'Acadèmia Hondurenya de la Llengua és un grup d'acadèmics experts en l'ús de la llengua espanyola a Hondures. L'acadèmia va ser establerta a la ciutat de Tegucigalpa, M.D. de C. el 28 de desembre de 1948 i pertany a l'Associació d'Acadèmies de la Llengua Espanyola.

## Història
Hereva de la vuitcentista Acadèmia científic-literària (1888) de la república d'Hondures.
L'Acadèmia Hondurenya de la Llengua, durant la junta preparatòria que va celebrar en la residència del Dr. Esteban Guardiola, es va constituir el 28 de desembre de 1948, sent els membres constituents el Doctor Esteban Guardiola, Director; Doctor Silverio Laínez, Censor; Llicenciat Alejandro Alfaro Arriaga, Secretari; Llicenciat Juan B. Valladares R., Bibliotecari; Doctor Rafael Heliodoro Valle, Doctor Julián López Pineda, Doctor Luis Andrés Zúñiga, Doctor Marcos Carías Reyes; General Joaquín Bonilla, Doctor Carlos M. Gálvez, Professor Carlos Izaguirre, senyor don Antonio Ochoa Alcántara i Llicenciat Céleo Murillo Soto.
A l'obertura de l'Acadèmia hondurenya, el 28 de desembre de 1948, va assistir el senyor Manuel Aznar, avi de l'ex-president del Govern espanyol, José María Aznar, qui acudia llavors com a representant espanyol a la presa de possessió del nou Govern hondureny, l'1 de gener de 1949.
Ha estat sempre una acadèmia que destaca pel seu dinamisme, pesi a les seves circumstàncies:
Així, la biblioteca que conforme al seu objectius estatutaris havia atresorat durant dècades, va ser destruïda per l'huracà Mitch, fent-se actualment esforços per refer aquest inapreciable fons bibliogràfic.
Igualment, l'edició commemorativa dels 400 anys del Quixot, editada per la Reial Acadèmia Espanyola (RAE) juntament amb les 22 acadèmies de la llengua que existeixen al món hispà, de la qual es van editar prop d'un milió d'exemplars per distribuir-se als països de parla hispana, va ser una proposta de l'Acadèmia Hondurenya de la Llengua. En paraules del seu Director Oscar Acosta, "Al seu últim Congrés l'Associació d'Acadèmies de la Llengua Espanyola reunida a Puerto Rico l'any 2002, va deliberar sobre la manera més apropiada de celebrar la cambra centenària de la publicació del Quixot. Un dels directors va proposar que es convoqués a un concurs sobre la vida i obra de Miguel de Cervantes un altre col·lega va parlar sobre la possibilitat de publicar un llibre d'assajos amb noves aproximacions al Quixot; un tercer va suggerir que es convoqués a un concurs per elaborar una cantata o concert simfònic sobre el cavaller de la trista figura; un altre acadèmic va pensar un gegantesc mural com el que Oswaldo Guayasamín té en l'aeroport de Barajas, amb el dubte si es col·loca a Madrid o a La Manxa; i es van poder sentir altres valuoses opinions atinentes al tema. Va ser llavors quan, deixant entreveure el meu ofici d'editor, vaig proposar imprimir el Quixot, en un format digne i en una edició popular accessible a totes les butxaques i a les unitats monetàries devaluades d'algunes de les nacions iberoamericanes, idea que va ser aprovada per consens unanimitat."
En la vint-i-dosena edició del diccionari de la Reial Acadèmia Espanyola, 2001, la AHL va fer una valuosa aportació al món de parla hispana: 1950 hondureñismos van ser incorporats. Ja en l'edició vint-i-unena, 1992, es registraven 302. Així, compta amb uns dos mil 782 incloent 400 gentilicis hondurenys, la qual cosa converteix als hispanoparlants hondurenys en un dels majors aportants d'elements lèxics nous en aquesta edició del diccionari.
En 1957, amb la signatura del Tratar d'Intercanvi Cultural entre Espanya i Hondures tots dos governs es comprometien al fet que “dispensaran el seu suport (...) especialment a les seves respectives Acadèmies de la Llengua.”
I des de 1960, amb la ratificació a Colòmbia del Conveni Multilateral sobre Associació d'Acadèmies de la Llengua Espanyola, compta amb el respatller del Govern d'Hondures, ja que “Cadascun dels Governs signataris es compromet a donar suport moral i econòmic a la seva respectiva Acadèmia nacional de la Llengua Espanyola, o sigui a proporcionar-li una seu i una suma adequada per al seu funcionament.”
A la fi del 2011, davant la situació d'amenaces i atemptats contra els mitjans de difusió i "la irracional escalada de violència que ha segat vides de periodistes i d'hondurenys i hondurenyes valuosos", va fer un pronunciament públic "per la llibertat d'expressió i a favor de la tolerància", amb la convicció per a la consecució de la seva missió de defensa i enriquiment de l'idioma, "és imprescindible la lliure circulació i expressió de les idees".
Des de gener del 2012, i després de la presentació de la Biblioteca Centroamericana de la Biblioteca Virtual Miguel de Cervantes per SAR el Príncep d'Astúries al Centre Cultural d'Espanya a Tegucigalpa integra conjuntament amb la Biblioteca Nacional d'Hondures, la Universitat Nacional Autònoma d'Hondures i la Universitat Pedagògica Nacional Francisco Morazán la Comissió Nacional de la Biblioteca Virtual de les Lletres Hondurenyes: «Una fita que ens omple d'orgull a tots els que habitem en la Pàtria Gran de la llengua que ens uneix».

## Publicacions Especialitzades

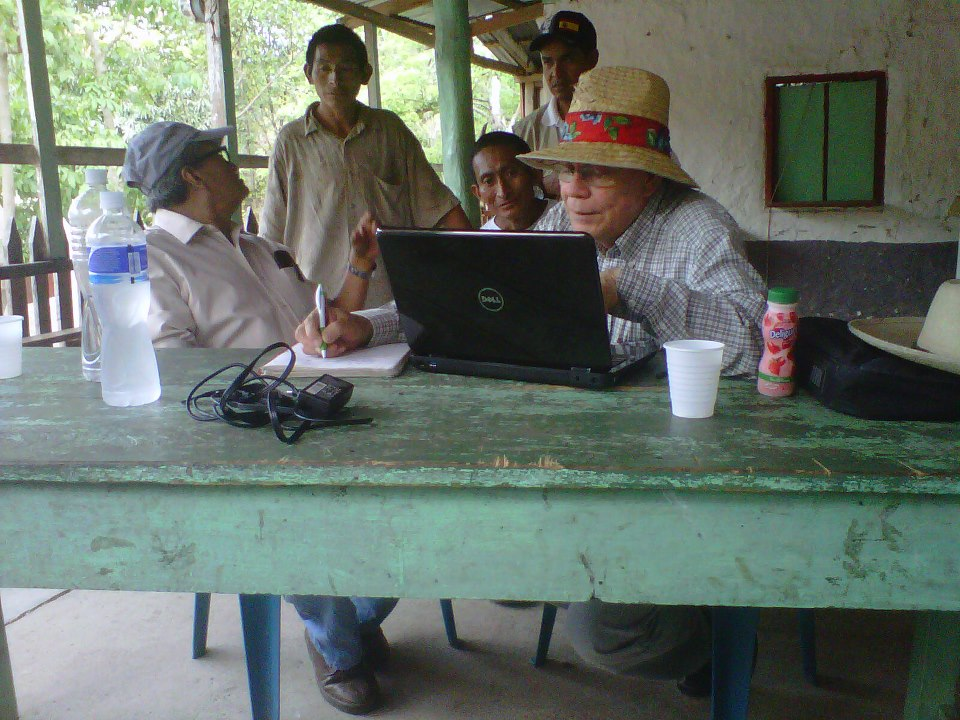
Validant el Diccionari de les Llengües d'Hondures amb el poble Tol

- Revista de l'Acadèmia Hondurenya de la Llengua, que en 1948 l'escriptor Carlos Izaguirre va proposar se li nomenés com “Hibueras”, mateix que va ser acceptat amb entusiasme.
- En el 2005, l'Acadèmia va editar el Diccionari de Hondureñismos, amb el qual «Fa lliurament al poble hondureny del seu patrimoni lexicogràfic producte de la seva pràctica cultural i social.[7] La llengua és del poble que la parla, dia a dia es fa la llengua. Aquests hondureñismos són testimoniatge fidel de la identitat, la idiosincràsia, l'enginy i la creativitat del poble».
- En el 2009, l'Acadèmia va editar conjuntament amb el Centre Cultural de l'Agència Espanyola de Cooperació Internacional per al Desenvolupament – CCET la compilació d'assajos i articles sobre la cultura d'Hondures de Luis Mariñas Otero.[8]
- En el 2013, l'Acadèmia va editar el Diccionari de les Llengües d'Hondures. Coordinat per Victor Manuel Ramos, pròleg de Luis Belzuz dels Rius: “El Diccionari de les Llengües d'Hondures, únic avui en el seu gènere, és el resultat de més de tres anys de constant treball i rigorosa recerca sota la coordinació del Excelentísimo Senyor Doctor i Membre de l'Acadèmia Hondurenya de la Llengua, senyor Víctor Manuel Ramos, amb el suport del Centre Cultural d'Espanya a Tegucigalpa en el marc de l'acció de l'Agència Espanyola de Cooperació Internacional per al Desenvolupament, en favor de la preservació del ric patrimoni immaterial lingüístic afrodescendiente i indígena d'Hondures”.[9]

Consulta el portal dedicat diversitat lingüística d'Hondures Arxivat 2013-12-24 a Wayback Machine., amb accés als diccionaris de Hondureñismos i de les Llengües d'Hondures DLH de l'Acadèmia Hondurenya de la Llengua AHL.

## Acadèmics
Entre els seus membres, cal recordar les figures il·lustres de Eufemiano Clars, Augusto Monterroso, Eliseo Pérez Cadalso, Jorge Fidel Durón, Manuel Salines Paguada i Leticia de Oyuela.

### Acadèmics de nombre per ordre d'antiguitat
- Óscar Acosta
- Orlando Henríquez
- Atanasio Herranz
- Rafael Leiva Vivas
- Juan Antonio Medina Durón
- Carlos R. Cortés
- Marcos Carías Zapata
- María Elba Nieto Segovia
- Helen Umaña
- Livio Ramírez Lozano
- Víctor Manuel Ramos Rivera
- Sara Rolla
- Nery Alexis Gaitán[11]
- Adaluz Pineda de Gálvez
- Lesly Castejón Guevara
- Galel Cárdenas Amador
- Ramón Hernández Torres
- Juan Ramón Martínez Bardales
- José Antonio Funes Rodríguez
- Raúl Arechavala Silva
- Felipe Rivera Burgos
- Marta Susana Prieto
- Segisfredo Infante Tejeda
- Kalton Harold Bruh
- Rolando Kattán
- Ernesto Bondy Reyes

### Acadèmics electes
- Aníbal Delgado Fiallos[12]

## Seu
L'antiga seu de l'Acadèmia Hondurenya de la Llengua estava situada en la 1.ª Avinguda i 3.ª Calle de Comayagüela i era compartida amb l'Acadèmia Hondurenya de Geografia i Història, quedant pràcticament destruïda amb el desbordament del riu Gran provocat pel pas de l'huracà Mitch. Aquesta deterioració, juntament amb la possibilitat que tornés a inundar-se per estar situada prop del riu, va fer que l'Acadèmia de la Llengua desistís de reedificar la seu en dita solar. Pel que, per mediació del Centre Cultural d'Espanya a Tegucigalpa, l'Acadèmia va remodelar amb fons de l'Agència Espanyola de Cooperació Internacional per al Desenvolupament - AECID una nova seu a l'antiga Escola d'Alfabetització d'Adults, al Carrer de la Font del Nucli Històric de Tegucigalpa.
En l'acte d'inauguració d'aquest nova seu, el ministre de cultura Rodolfo Pastor Fasquelle va afirmar: "Hi ha altres coses que deu fer l'Acadèmia, per a això és just que l'ajudem des del Govern i, en particular, des de la Secretaria de Cultura. En el particular crec que hauria d'exercir un paper més actiu en la protecció de les indústries culturals vinculades a la llengua: l'editorial en primer terme, per descomptat, però també en suport de les indústries de la comunicació. Per això, a part de demanar un increment de la transferència directa del govern central a l'Acadèmia, em comprometo a incloure al pressupost de la Secretaria de Cultura una assignació per recolzar projectes concrets d'aquesta índole, però a canvi esperem el suport de l'Acadèmia per la visibilización, el reconeixement i la recerca, el rescat i la promoció de les altres llengües dels hondurenys, obligació que haurà de ser part del conveni a través del qual s'executin aquests fons, més que per saldar un deute històric, per assumir un compromís ineludible amb aquestes llengües originàries."
Anualment, a través del programa Beques MAEC Arxivat 2016-01-13 a Wayback Machine. compte a la seva seu amb dos becaris de col·laboració, acollits al "Programa I.D: Beques per a Estrangers de Països amb Seus de les Acadèmies Corresponents i Associades de la Reial Acadèmia Espanyola (RAE) per a Estades de Col·laboració Formativa."